# Mazsaroff Miklós
Mazsaroff Miklós (Alsózsolca, 1929. december 24. – Miskolc, 1997. szeptember 6.) Munkácsy-díjas magyar festőművész. Miskolcon alkotott.

## Élete, munkássága

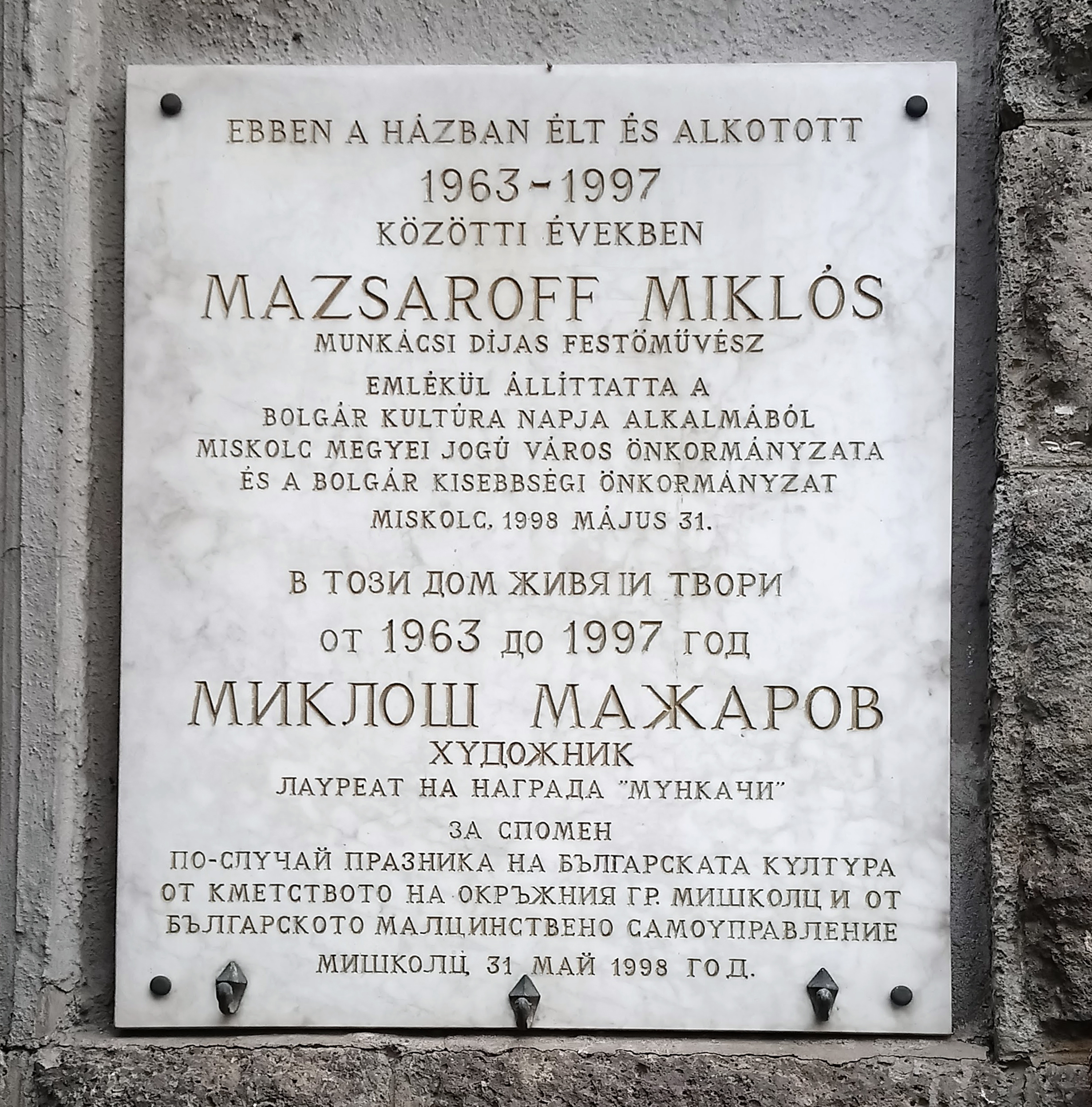
A művész emléktáblája a Soltész Nagy Kálmán utca 1. számú házon

Mazsaroff Miklós Miskolc szomszédságában, Alsózsolcán született. Szülei Magyarországra települt bolgárkertészek voltak, akik a Vay báróknak dolgoztak. Természetes volt, hogy a fiú a polgári iskola elvégzése után kertésztanuló legyen. Családja a második világháború után a Dunántúlra költözött: Zircen, majd Bakonynánán éltek. A kertészetből azonban nem tudtak megélni, ezért bányászként helyezkedett el a dudari szénbányában. Döbröczöni Kálmán miskolci festőművész tanácsára beiratkozott a Batsányi János népi kollégiumba. Ez a kollégium azonban nem művészképzéssel foglalkozott, ezért átment a Nagy Balogh János (később Derkovits) népi kollégiumba, amelynek vezetője Pap Gyula volt (itt tanult Feledy Gyula is). Innen került a Képzőművészeti Főiskolára. Mesterei Berény Róbert, Pór Bertalan és Domanovszky Endre voltak. Politikai szempontból egyenetlen időszakban járt a főiskolára: kezdetben még nem volt nyoma a személyi kultuszból eredő kultúrpolitikai sematizmusnak, ez azonban 1949-től fokozatosan erősödött. A Berény-osztály igyekezett ennek a hatásnak ellenállni, bíztak a művészet saját törvényszerűségeiben, politikai semlegességében. A Főiskolán 1953-ban végzett, s mi tagadás, nem művészi pályán kereste kenyerét: egy tisztiiskola alkalmazottjaként raktárakat, konyhákat tervezett. Megnősült, házassága azonban hamar tönkrement, ráadásul művészként sem jutott sokra: lírai életképei, tájképei nem illettek bele a kor mindent átpolitizáló stílusába. Ezért 1953-ban – szinte menekülésszerűen – Bulgáriába utazott tanulmányútra, és végül két évig élt ott. 1958-ban bolgár feleségével hazatért Miskolcra.
Miskolcon nem a művésztelepen kapott lakást, ezért saját magának kellett a műtermét kialakítania. A Soltész Nagy Kálmán utca 1. számú épületben kapott lakást, itt élt és alkotott haláláig. A kezdeti gondok leküzdése után, néhány éves átmeneti idő alatt rátalált saját kifejezésmódjára, ami a korábbi lírai posztimpresszionista stílusának markánsabb, konstruktívabb megjelenését jelentette. Ezek az ismérvek főleg tájképein jelentek meg először, sok tájképet festett, voltaképpen egész életművének súlypontját ezek a képek adják. Grafikával is sokat foglalkozott, főleg a linóleum- és fametszetben találta meg kifejezési lehetőségeit. Stílusérésében határozott szerepe volt külföldi tanulmányútjainak, főleg Olaszországban fogta meg a mediterrán táj szín- és formagazdagsága, a kontrasztok és átmenetek sajátos ritmusa. Ez nem is csoda: Mazsaroff maga is igazi mediterrán típus volt, ez volt az ő világa. Ez az új stílus mutatkozott be 1971-es budapesti kiállításán, a Fényes Adolf Teremben. Az addig háttérbe szorult művészre felfigyelt az országos művészeti kritika, Újvári Béla és D. Fehér Zsuzsa is méltatta a művészt és alkotásait. Újvári főleg Mazsaroff valósághűségét emelte ki, ami a „modern szellemű képformálás” kereteiben is megmarad. D. Fehér Zsuzsa a művész „önfegyelmező, belső rend”-jét emelte ki, ami azonban „nem szab gátat az őszinte, csodálkozó, néha ujjongó lírának sem”.
Mazsaroff Miklós az 1970-es években vált országosan ismert, elismert festővé. Ezt igazolják tisztségei is: a borsodi képzőművész csoport titkára, majd 1973-tól (egészen 1990-ig) a Magyar Képzőművészek és Iparművészek Szövetsége észak-magyarországi területi szervezetének titkára volt. Az elismerések sem maradtak el: alkotásait többször díjazták a  Miskolci Téli Tárlatokon, Szocialista Kultúráért érdemérmeket kapott, majd 1981-ben Munkácsy-díjat, 1985-ben pedig Izsó Miklós-díjat kapott. Számos hazai országos kiállításon és sok külföldi csoportos kiállításon  vett részt: NDK, Bulgária, Szovjetunió, Lengyelország, Csehszlovákia, Jugoszlávia. Nyolc évig vezette a nagy múltú Vasutas képzőművészeti kört (onnan indult például Ficzere László is). 1997-ben hunyt el Miskolcon.
Emlékére dr. Nikolaeva Mária, a művész özvegye, a pályakezdő képzőművészek támogatására Mazsaroff Miklós-díjat alapított, amit elsőként, 2009-ben, a miskolci születésű Batykó Róbert kapott meg.

## Egyéni kiállításai
- 1961, 1964, 1969, 1975 – Szőnyi István Terem, Miskolc
- 1967, 1972, 1975, 1981, 1983 – Lemezgyár kultúrterem, Borsodnádasd
- 1971 – Fényes Adolf Terem, Budapest
- 1971, 1975 – Tsz-kultúrterem, Múcsony
- 1973 – Miskolci Galéria, Miskolc
- 1973, 1975 – Tsz-kultúrterem, Borsodszirák
- 1974, 1975 – Művelődési Ház, Borsodszirák
- 1976 – Edelény
- 1977 – Művelődési Ház, Tokaj
- 1978 – Horváth E. Galéria, Balassagyarmat
- 1979 – Kelet-szlovákiai Galéria, Kassa
- 1979 – Vasas Művelődési Központ, Miskolc
- 1980 – Benczúr Terem, Nyíregyháza
- 1981 – Mini Galéria, Miskolc
- 1981 – Művelődési Központ, Ózd
- 1982 – Városi Kiállítóterem, Kazincbarcika
- 1983 – Derkovits Galéria, Leninváros
- 1986 – Művelődési Központ, Debrecen
- 1989 – Miskolci Galéria, Miskolc
- 1989 – Művelődési Központ, Sátoraljaújhely
- 1997 – Miskolci Galéria kamaraterme, Miskolc
- 1997 – Bolgár Kulturális Intézet, Budapest
- 2010 – Miskolci Galéria, Miskolc

## Válogatott csoportos kiállításai
- 1960 – VII. Magyar Képzőművészeti Kiállítás, Műcsarnok, Budapest
- 1959, 1960, 1964, 1966, 1968 – Miskolci Országos Képzőművészeti Kiállítás, Miskolc
- 1965 – Erdőbényei Kisgaléria, Erdőbénye
- 1961 – 1979 – Országos grafikai biennále, Miskolc
- 1965 – X. Magyar Képzőművészeti Kiállítás, Műcsarnok, Budapest
- 1965 – 1970 – Észak-magyarországi Területi Képzőművészeti Kiállítás, Salgótarján
- 1966 – II. Országos Akvarell Biennále, Eger
- 1969 – 1979 – „Rajzok”, Miskolci Galéria, Miskolc
- 1970 – Miskolci grafikusok kiállítása, Katowice (Lengyelország)
- 1970 – 1988 – Miskolci Téli Tárlat, Miskolci Galéria, Miskolc
- 1971 – 1982, 1984, 1987 – Salgótarjáni Tavaszi Tárlat, József Attila Művelődési Központ, Salgótarján
- 1974 – II. Nemzetközi Festészeti Biennále, Kelet-szlovákiai Galéria, Kassa (Csehszlovákia)
- 1975 – Miskolci képzőművészek, Uitz Terem, Dunaújváros
- 1975 – Borsod megyei Képzőművészeti Kiállítás, Művelődési Központ, Leninváros
- 1976 – Észak-magyarországi képzőművészek kiállítása, Veszprémi Művelődési Központ, Veszprém
- 1976 – Borsodi képzőművészek festészeti kiállítása, Herman Ottó Múzeum, Miskolc; vándorkiállítás a megyében
- 1976 – 1986 – Magyar Tájak Biennále, Hatvani Galéria, Hatvan
- 1977 – Nemzetközi Plein air, Kelet-szlovákiai Galéria, Kassa
- 1977 – Kanári-szigetek (Spanyolország)
- 1977 – Besztercebánya (Csehszlovákia)
- 1978 – Magyar Grafika, Berlin (NDK)
- 1978 – „Festészet”, Műcsarnok, Budapest
- 1979 – Egyetemi Galéria, Nehézipari Műszaki Egyetem, Miskolc
- 1979 – Miskolci grafikusok, Vologda
- 1979 – Magyar grafika, Potsdam (NDK)
- 1980 – Miskolci képzőművészek kiállítása, Pécsi Galéria, Pécs
- 1980 – Borsodi képzőművészek kiállítása, Miskolci Galéria, Miskolc
- 1981 – Miskolci képzőművészek kiállítása, Megyei Művelődési és Ifjúsági Központ, Szombathely
- 1984 – Miskolci művészek kiállítása, Szőnyi István Terem, Miskolc
- 1984 – Miskolci képzőművészek tárlata, Fészek klub, Budapest
- 1984, 1988 – „Barátainknál”, Miskolc – Vologda
- 1985 – Válogatás a VI. Országos Táj Biennále anyagából, Hollósy Galéria, Budapest
- 1985 – Külföldön élő bolgár képző- és iparművészek bemutatkozása, Szófia
- 1985 – „Együtt a Duna mentén", Bolgár Kulturális Központ, Budapest
- 1986 – „Rajzok, grafikák, akvarellek”, Miskolci Galéria, Miskolc
- 1986 – Vasas Művelődési Központ, Miskolc
- 1986 – Művelődési Központ, Debrecen
- 1986 – Mini Galéria, Miskolc
- 1987 – SZOT-ösztöndíjasok kiállítása, Vasas Művelődési Központ, Miskolc
- 1988 – Magyar képzőművészek és iparművészek tárlata, Műcsarnok, Budapest
- 1988 – Borsod-Abaúj-Zemplén megyei képző- és iparművészek bemutatkozása, Szakszervezeti székház, Miskolc

## Elismerései, díjai
- 1970 – Miskolci Téli Tárlat díja
- 1972 – Szocialista kultúráért
- 1974 – Nógrád megyei tanács díja
- 1976 – Miskolci Téli Tárlat díja
- 1978 – Miskolci Téli Tárlat díja
- 1978 – Szocialista kultúráért
- 1980 – Pro Arte Salgótarján
- 1981 – Munkácsy-díj
- 1984 – Miskolci Téli Tárlat díja
- 1984 – Emődi Tsz. díja
- 1985 – Izsó Miklós-díj
- 1987 – 1988 – SZOT művészeti ösztöndíj
- 1988 – Miskolci Téli Tárlat díja
- 1988 – Magyar Népköztársaság Csillagrendje
- 1989 – Borsod-Abaúj-Zemplén megyei Szakszervezetek Tanácsa művészeti díja
- 1998 – Pro Urbe Miskolc díj